# Parietina
La parietina, con fórmula química C16H12O5, es el pigmento cortical predominante de los líquenes del género Caloplaca, un producto secundario del liquen Xanthoria parietina, y un pigmento que se encuentra en las raíces de Rumex crispus. Tiene un color amarillo-naranja y absorbe la luz azul.
Reacciona con KOH para formar un compuesto de color rojizo-magenta profundo.
También ha demostrado actividad anti-hongos contra el moho pulverulento de la cebada y el moho del pepino, de manera más eficiente en este último caso que los tratamientos con fenarimol y polioxina B. 